# Sarmentypnum pseudosarmentosum
Sarmentypnum pseudosarmentosum là một loài Rêu trong họ Amblystegiaceae. Loài này được (Cardot & Thér.) Hedenas mô tả khoa học đầu tiên năm 2006.